# Biotopo

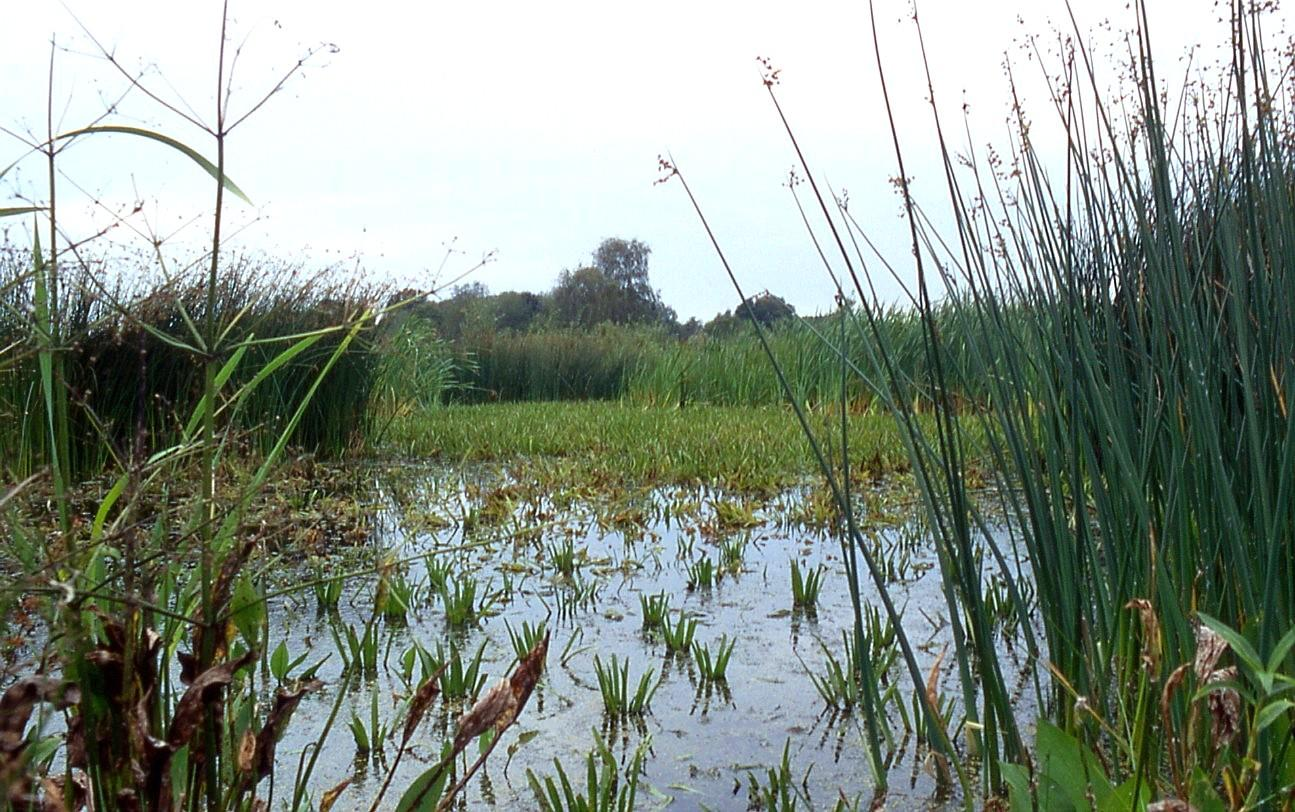
Il biotopo di una palude nel nord della Germania. Visibili le piante Stratiotes aloides, Schoenoplectus lacustris e Alisma plantago-aquatica

In ecologia per biotopo si intende un'area limitata in dimensioni (ad esempio uno stagno, una torbiera, un altopiano) di un ambiente dove vivono organismi vegetali ed animali di una stessa specie o di specie diverse, che nel loro insieme formano una biocenosi. Biotopo e biocenosi formano una unità funzionale chiamata ecosistema. Il biotopo è dunque la componente dell'ecosistema caratterizzata da fattori abiotici (non viventi), come terreno o substrato, con le sue caratteristiche fisiche e chimiche, temperatura, umidità, luce e così via, ma non considerata disgiunta dalla componente biologica.
In alcuni biotopi si ritrova un insieme di caratteristiche specifiche e particolari, non facilmente riproducibili altrove. In tali casi, il biotopo può rivestire particolare importanza in quanto può rappresentare l'unico luogo dove vivono specie autoctone. A volte, questo insieme di caratteristiche peculiari è frutto di un equilibrio instabile, come avviene per esempio negli ambienti salmastri di laguna, che sono in costante evoluzione; questo rende fragile l'ecosistema che si regge su quel biotopo.

## Etimologia
È una parola in prestito che deriva dal "biotop" tedesco, che a sua volta proveniva dal bios greco, "vita" e topos, "luogo" (la parola geotopo correlata si è fatta strada nella lingua inglese dallo stesso percorso, dal tedesco Geotop).

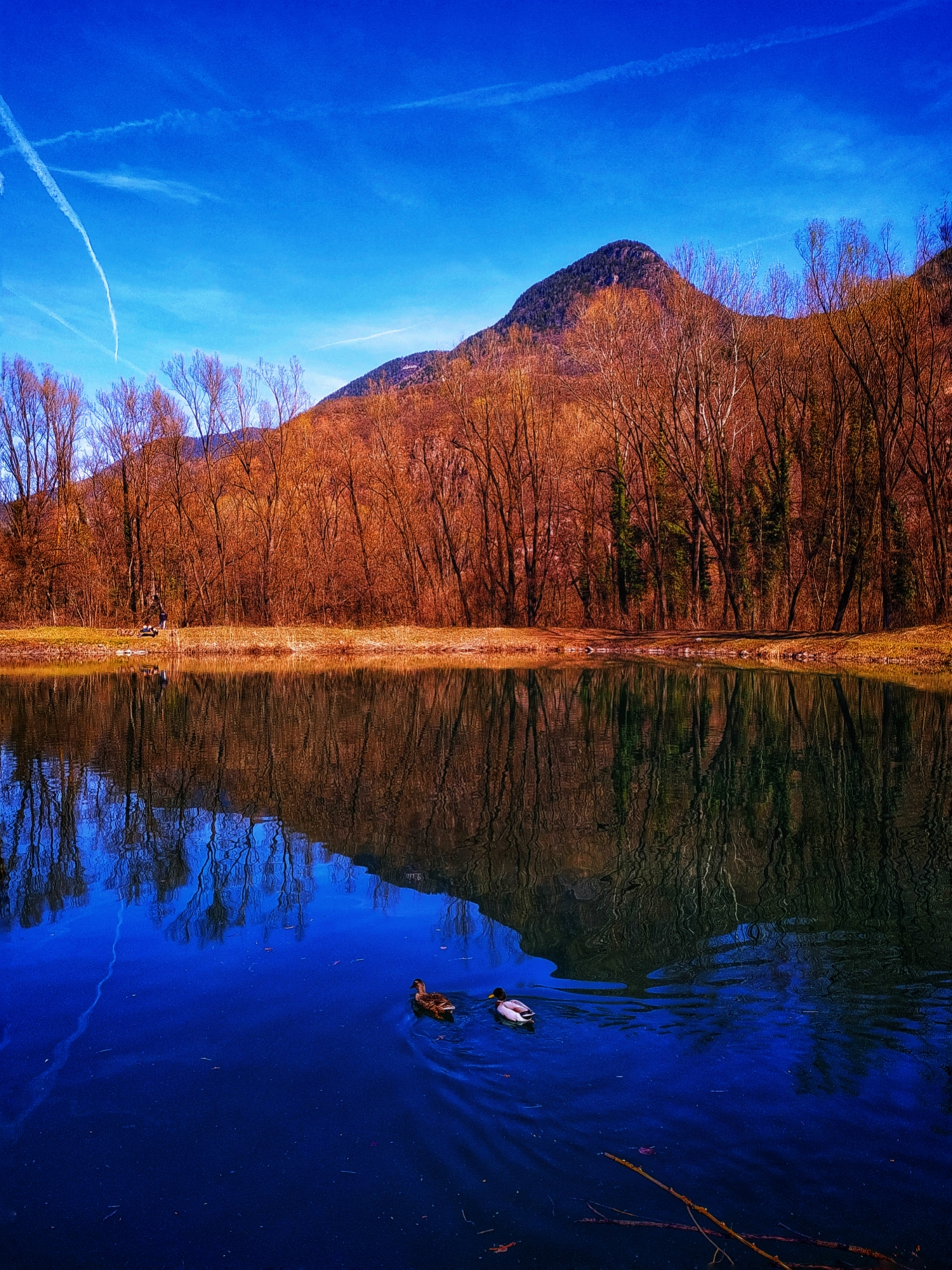
Biotopo del Valsura

## Storia
Il concetto di biotopo fu inizialmente sostenuto da Ernst Haeckel, uno zoologo tedesco famoso per la teoria della ricapitolazione. Nel suo libro General Morphology, che definisce il termine "ecologia", sottolinea l'importanza del concetto di habitat come prerequisito per l'esistenza di un organismo. Haeckel spiega anche che con un ecosistema, il suo biota è modellato da fattori ambientali (come l'acqua, il suolo e le caratteristiche geografiche) e l'interazione tra gli esseri viventi; l'idea originale di un biotopo era strettamente correlata alla teoria evolutiva. In seguito, F. Dahl, professore al Museo zoologico di Berlino, ha definito questo sistema ecologico un "biotopo".

## Caratteristiche
I seguenti sottotitoli indicano le principali caratteristiche dei biotopi.

### Microscala
Un biotopo non è generalmente considerato un fenomeno su larga scala. Ad esempio, un biotopo potrebbe essere un parco vicino, un giardino sul retro, persino piante in vaso o un acquario su una veranda. In altre parole, il biotopo non è un approccio macroscopico, ma microscopico per preservare l'ecosistema e la diversità biologica. Quindi i biotopi si adattano alle attività e alle vite quotidiane della gente comune, con più persone in grado di prendere parte alla creazione e alla gestione continua dei biotopi.

### Reti biotopiche
È comunemente sottolineato che i biotopi non devono essere isolati. Invece i biotopi devono essere collegati tra loro e alla vita circostante perché senza queste connessioni con forme di vita come animali e piante, i biotopi non funzionerebbero efficacemente come un luogo in cui vivono diversi organismi. Quindi una delle strategie più efficaci per la rigenerazione dei biotopi è quella di pianificare un tratto di biotopi, non solo un punto in cui gli animali e le piante vanno e vengono (un tale corso di traffico organico si chiama corridoio biologico). Nel metodo tratto, il centro della rete sarebbe costituito da grandi tratti verdi di terra: una foresta, un parco naturale o un cimitero. Collegando i pacchi di terra con aree di biotopo più piccole come una cintura verde lungo il fiume, parchi di piccole città, giardini o persino alberi lungo la strada, i biotopi possono esistere in una rete. In altre parole, un biotopo è un sistema aperto, non un sistema chiuso ed è una strategia praticabile.

### Vita quotidiana umana
Il termine "biotopo" non si applica alle riserve di biosfera, che sono completamente separate dagli umani e diventano oggetto di ammirazione umana. Invece, è una parte attiva della vita quotidiana umana. Ad esempio, un'aiuola ornamentale può essere considerata un biotopo (anche se piuttosto piccolo) poiché migliora l'esperienza della vita quotidiana. Un'area che ha molte funzioni, come lo spazio abitativo umano, e ospita altri esseri viventi, sia vegetali che animali, può essere considerata una riserva della biosfera.

### Artificiale
Quando gli oggetti artificiali vengono introdotti in un'impostazione di biotopo, la loro progettazione e disposizione sono di grande importanza per la rigenerazione del biotopo. Le aree di piantagione di alberi in cui la superficie è irregolare produce piante che germogliano e nidificano piccoli insetti. Una stuoia o una rete realizzata con fibre naturali si biodegrada gradualmente man mano che viene esposta alle intemperie. Quindi non c'è opposizione binomiale tra naturale e artificiale in un biotopo. Piuttosto, tali materiali artificiali sono ampiamente utilizzati.

## Classificazione
Ci sono molti tipi di biotopi, tra i quali:
- Biotopi in ambiente arido: si trovano in zone secche, aride e con vegetazione quasi assente. Le temperature sono quasi sempre elevate, e tra giorno e notte è frequente una grande escursione termica.

- Biotopi presso corsi d'acqua: si trovano presso fiumiciattoli e sorgenti. La presenza dell'acqua influisce nella biodiversità: l'acqua pura favorisce la vegetazione e particolari invertebrati.

- Biotopi ripariali: nel medioevo erano presenti vaste zone paludose, adesso ridotte a pochi ettari. Gli alberi caratteristici sono: gli ontani bianchi e neri, il pioppo bianco e nero, il salice bianco. Vi vivono anche anfibi, uccelli e mammiferi.

- Biotopi umidi: dislocati soprattutto nel fondovalle o su degli altopiani, sono pieni d'acqua provenienti dalle falde.

- Biotopi del mare: costituiti da scogli che custodiscono al loro interno sali minerali necessari per la sopravvivenza della comunità biologica. Vi vivono pesci, alghe e conchiglie.

## Ripristino del biotopo

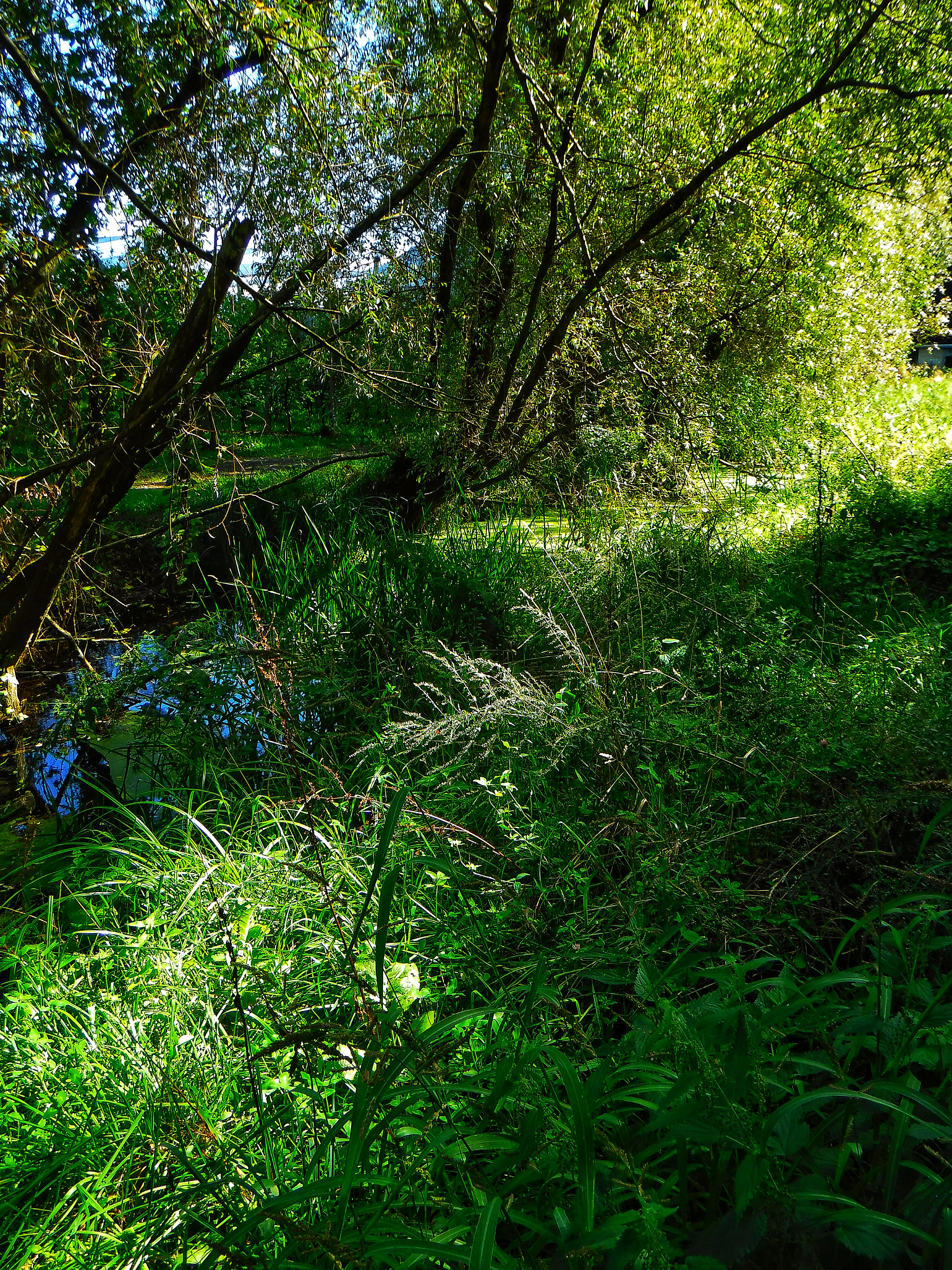
Biotopo dell'Alto Adige Sudtirol

Sebbene il termine "biotopo" sia considerato una parola tecnica rispetto all'ecologia, negli ultimi anni il termine è più comunemente usato nelle attività amministrative e civili. Dagli anni '70 il termine "biotopo" ha ricevuto grande attenzione come parola chiave in tutta Europa (principalmente Germania) per la conservazione, la rigenerazione e la creazione di ambienti naturali. Usato in questo contesto, il termine "biotopo" si riferisce spesso a un'ecologia più piccola e più specifica ed è molto familiare alla vita umana. In Germania, in particolare, le attività legate alla rigenerazione dei biotopi vengono accolte con entusiasmo. Queste attività includono:
- fare giardini pensili,
- ricreare fiumi per ripristinare le loro qualità naturali,
- lasciando cespugli o alberi nelle fattorie,
- costruzione di parchi naturali lungo le autostrade "Autobahn",
- fare orti scolastici o stagni considerando l'ecosistema e tenendo conto delle considerazioni ecologiche nei giardini privati.

Vari settori svolgono un ruolo in queste attività, tra cui architettura, ingegneria civile, pianificazione urbana, traffico, agricoltura, ingegneria fluviale, limnologia, biologia, educazione, giardinaggio paesaggistico e giardinaggio domestico. In tutti i campi, tutti i tipi di persone sono alla ricerca di un modo praticabile per gli esseri umani di rispettare gli altri esseri viventi. Il termine "biotopo" includerebbe un approccio ambientale completo.